# Bauhinia loeseneriana
Bauhinia loeseneriana là một loài của rau đậu thuộc họ Fabaceae.
Loài này chỉ có ở Tanzania.
Chúng hiện đang bị đe dọa vì mất môi trường sống.